# Бергман, Стен
Стен Бергман (швед. Sten Bergman; 20 октября 1895 — 19 февраля 1975) — шведский зоолог, путешественник, натуралист, этнограф, фотограф и педагог, совершивший путешествия и проводивший исследования в Корее (1935—1936), Камчатке (1920—1923), Папуа-Новой Гвинее (1948—1950) и других регионах.

## Биография
Стен Бергман родился в Рансетере в семье Юхана Бергмана, переводчика и профессора классической филологии, и Черстин Хенриксон, учительницы. Когда ему было 13 лет, семья переехала в Брюнинг, пригород Стокгольма. В 1914 году Бергман начал изучать зоологию, ботанику и педагогику в университете Стокгольма. Он женился на девушке по имени Линда в 1920 году, и они вместе они отправились в научную экспедицию на Дальний Восток. Бергман получил кандидатскую степень спустя два года после возвращения из своей первой экспедиции на Камчатку, в 1925 году.

## Путешествия
Бергман начал свою научную деятельность на Камчатке (1920—1923) в РСФСР. Большую часть оборудования, собранного до этой поездки, он потерял в начале пути, когда корабль, перевозивший его, затонул. В ходе этой экспедиции он нашёл образцы меха необычного медведя, позже названного его именем (хотя существование этого медведя не доказано до сих пор). С 1925 по 1929 год он несколько раз возвращался в Швецию, чтобы передать собранные им коллекции птиц Национальному музею естественной истории Швеции. Затем он совершил путешествия на Курильские острова, в то время принадлежавшие Японии (1929—1930). Между 1936 в 1937 годами он посетил Корею, где вновь собрал различные образцы дикой природы для различных музеев в Швеции. Своё путешествие в Корею он подробно описал в документальной книге, написанной в 1938 году. Во время Второй мировой войны он был вынужден прервать свои путешествия и занимался написанием книг и чтением лекций. После войны Бергман вернулся к своим путешествиям по Дальнему Востоку. Он совершил три длительных поездки в современную Папуа-Новую Гвинею, которая в то время была британским владением (1948—1950, 1952—1953 и 1956—1959). В этих экспедициях, помимо сбора богатых коллекций чучел животных в джунглях, Бергман также серьёзно изучал местные традиции, и в своей очередной книге он подробно описал каннибализм, практиковавшийся среди местных племён не только в ритуальных целях. После автомобильной аварии в 1964 году он получил серьёзные травмы и был вынужден прекратить свои путешествия.